# Kalidasa

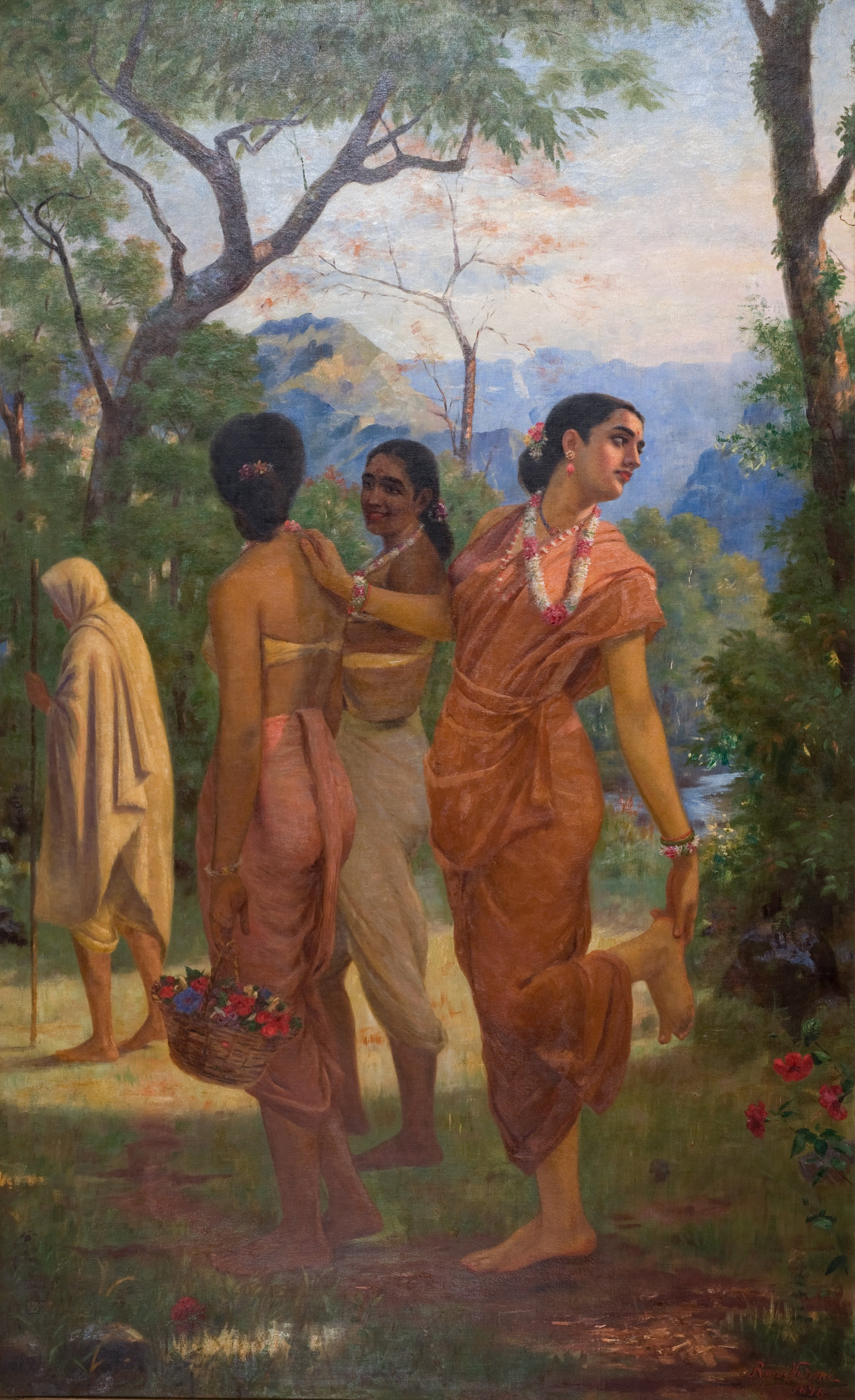
Śakuntala.
Malował Raja Ravi Varma.

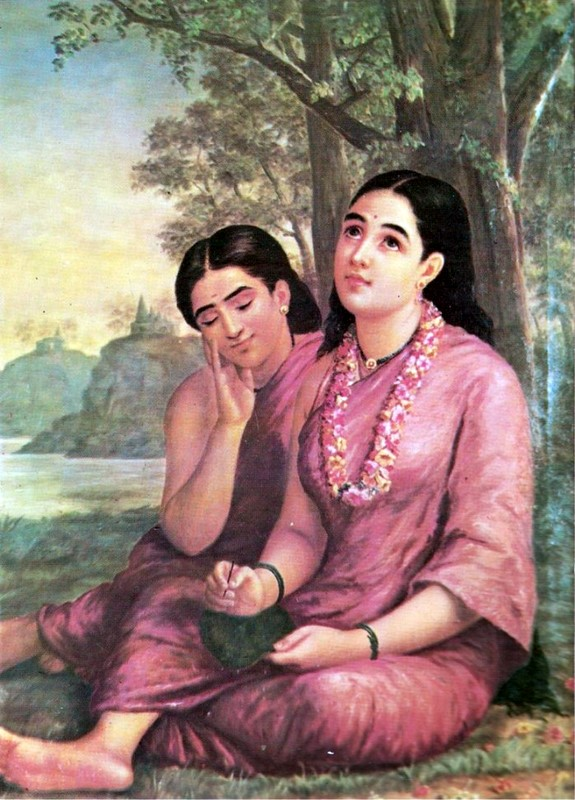
Śakuntala pisze do Duszjanty.
Malował Raja Ravi Varma.

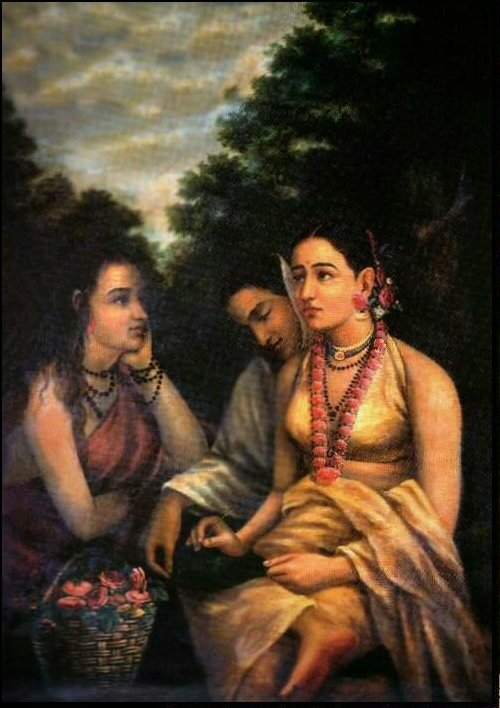
Śakuntala.
Malował Raja Ravi Varma.

Kalidasa (skr. कालिदास, trl. Kālidāsa, "sługa Kali") – indyjski poeta i dramaturg z epoki klasycznego sanskrytu.

## Życie
Trudno dokładnie określić, kiedy tworzył, najprawdopodobniej jednak w okresie imperium Guptów, w IV, V lub VI wieku n.e. (mógł być poetą na dworze Ćandragupty II). Jego sztuki i poezja opierały się przede wszystkim na indyjskiej mitologii i filozofii.

## Znaczenie
W literaturze sanskrytu zajmuje podobne miejsce jak William Szekspir w literaturze angielskiej. Sława spowodowała, że przypisywano mu też dzieła (ok. 30), których autorem pewnie nie był, takie jak Nālodaya i Śrutabodha. Badacze uważają obecnie, że te utwory napisali inni pisarze o takim samym imieniu - Kālidāsa. 

## Dzieła
Jest autorem dzieł: 
- lirycznych: 
  - Meghadūta (Obłok posłańcem)[1]
  - Ṛtusaṃhāra (Opis pór roku) - autor domniemany, brak jednoznacznych dowodów potwierdzających jego autorstwo
- epickich: 
  - Raghuvaṃśa (Ród Raghów)
  - Kumārasambhava (Narodziny boga Kumāry)
- dramatycznych:
  - Abhijñānaśākuntalam (Rozpoznanie Śiakuntali), zwane też: Abhijñāśākuntala lub Śākuntala
  - Mālavikāgnimitram (Mālavikā i Agnimitra)
  - Vikramorvaśi (Vikrama i Urvaśi)

## Przekłady na język polski
Na język polski przełożono z oryginału Śākuntalę (Kalidasa, Siakuntala, przełożył Stanisław Schayer: Ossolineum 1957, Biblioteka Narodowa II:111, z obszernym wstępem; wcześniejsze wojenne wydanie: Budapeszt 1941) oraz Maghadutę (Joanna Sachse, na łamach Przeglądu Orientalistycznego, ok. 1980). Fragmenty dzieł w przekładzie Stanisława Schayera znaleźć można także w Wielkiej literaturze powszechnej, wydawca Trzaska, Evert i Michalski, Warszawa (ok. 1930), t. I, s. 115-226; a w przekładzie Juliana A. Święcickiego w Historyi literatury powszechnej w monografijach, Warszawa 1901, t. IV, s. 290-301. 